# Hermann Dürck
Hermann Ludwig Friedrich Franz Dürck (Monaco di Baviera, 2 novembre 1869 – Monaco di Baviera, 9 gennaio 1941) è stato un patologo tedesco.

## Biografia
Studiò con Otto Bollinger all'Università di Monaco e con Hans Chiari a Praga, ottenendo il dottorato a Monaco nel 1892. Nel 1897 ottenne la sua abilitazione in anatomia patologica e batteriologia, ottenendo il titolo di professore associato nel 1902. Nel 1909 si trasferì all'istituto di patologia di Jena come professore ordinario, seguito da una direzione all'istituto patologico dell'Ospedale Rechts der Isar di Monaco (dal 1911). Nel 1919 divenne professore onorario all'Università di Monaco.
La sua ampia ricerca incluse i beriberi, la malaria, l'anatomia patologica della peste e studi sull'eziologia e l'istologia della polmonite. Il suo nome è associato ai "nodi di Dürck".